# Musseromys gulantang
Musseromys gulantang — вид гризунів родини Мишевих, ендемік Філіппін. 

## Морфологія

### Розміри
Гризун невеликого розміру, з довжиною голови й тіла 77 мм, довжина хвостова 101 мм, довжина стопи 20 мм, довжина вух 16 мм, маса до 15,5 гр.

### Опис тварин
Шерсть коротка, густа і м'яка. Спинна частина руда, а черевна частина яскраво-оранжева. Голова велика і широка, морда коротка. Очі є відносно невеликими. Вуха довгі, широкі, з закругленими кінцями. Вуса незвично довгі. Хвіст довший голови й тіла, темно-коричневий і закінчується пучком довгих волосків. На долонях дуже великі подушечки, які охоплюють майже всю поверхню. Ступні довгі й широкі.

## Поширення, екологія
Вид, ймовірно, веде деревний і нічний спосіб життя. Цей вид відомий тільки по Банахао, у південній частині острова Лусон на Філіппінах. Зразок був спійманий в зрілих лісах на 620 метрів над рівнем моря.